# Умар II (емір Криту)
Абу Абдаллах Умар II (араб. أبو عبد الله عمر بن شعيب; д/н — бл. 895) — 3-й володар Критського емірату в 880—895 роках. У візантійських джерелах відомий як Бабдель.

## Життєпис
Старший син еміра Шу'яба I. Спадкував владу близько 880 року. Спочатку дотримувався миру з Візантією, але десь до 890 року зазнав кораблетрощі біля узбережжя Пелопоннесу і потрапив у полон до місцевого стратега Костянтина Тессараконтапеха. Звільнився за викуп. З цього часу відновив напади на візантійські землі.
Від нових нападів сильно постраждав острів Егіна, а жителі Наксоса і Патмоса стали платити емірам. У 893 році було сплюндровано острів Самос.
Помер близько 895 року. Йому спадкував брат Мухаммад.